# Alcterogystia l-nigrum
Alcterogystia l-nigrum is een vlinder uit de familie van de houtboorders (Cossidae). De wetenschappelijke naam van deze soort is voor het eerst gepubliceerd in 1894 door George Thomas Bethune-Baker.

## Verspreiding
De soort komt voor in Saoedi-Arabië, Oman, Jemen, Marokko, Egypte en Mauritanië.

## Waardplanten
De rups leeft op Tamarix articulata (Tamaricaceae), Acacia nilotica (Fabaceae) en Albizia lebbeck (Fabaceae).